# Puente de Gundián
El puente de Gundián, también conocido como viaducto de Gundián, es un puente que salva el paso del río Ulla, en la antigua línea ferroviaria entre Orense y Santiago de Compostela.
Situado a la altura de Gundián, en la parroquia de Ponte Ulla (Vedra), en la parte coruñesa, y la parroquia de San Miguel de Castro (La Estrada), en la banda pontevedresa.
Se alza sobre dos afloramientos de rocas cuarcíticas, en un paraje de gran belleza.

## Características
Construido en piedra (sobre un entramado de hierro), alcanza una longitud de 219 m, elevándose 86 m sobre el río Ulla. El arco central del puente está a una cota de 133 m, que supone una altura de 78 m sobre el cauce del río.

## Historia
El trazado de la línea ferroviaria Zamora-La Coruña fue una de las obras civiles más importantes del siglo XX en Galicia. En ese trazado el paso del río Ulla destacaba por la peculiaridad del terreno y las dificultades que presentaba la construcción de un viaducto. Situado en el llamado paso de la Cueva, que surge al cortarse el ala del pico Sacro para dar paso al río, formándose así un estrechamiento entre dos paredes de unos 50 m de caída vertical, lo que convierte el puente de Gundián en uno de los emblemas de toda la vía.

### Proyecto

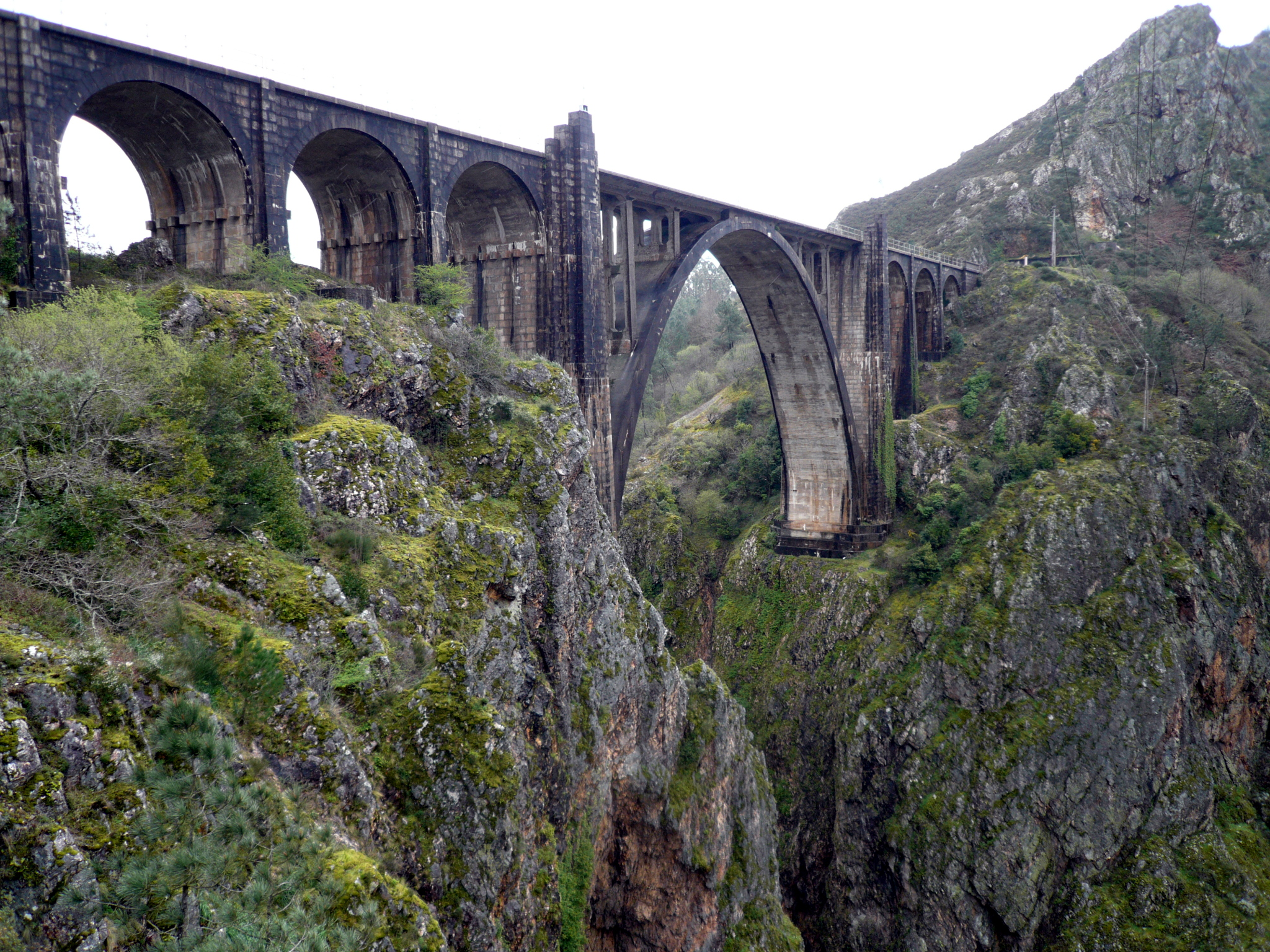
Vista inferior del puente

En tiempos de la dictadura de Primo de Rivera en el año 1928, se redacta el primer proyecto para el trazado, obra de Casimiro Juanes Díaz-Santos. Pero el viaducto no fue una realidad hasta 30 años después, tras episodios intermedios como la redacción de un proyecto reformado, que realizaron Antonio Gáscue Echevarria y Gabriel de Venido Angulo en 1935, el informe a principios del año siguiente del ingeniero jefe de la Jefatura de Ferrocarriles del Noroeste. El proyecto reformado no se aprueba hasta 1939, pasada la guerra civil. Nuevas levantamiento in situ hicieron variar el perfil del terreno aproximándose al real. 
Destaca el empeño por la integración paisajística del puente; diferentes factores del proyecto se justifican o se someten a juicio en favor de la integración con el entorno.

### Construcción

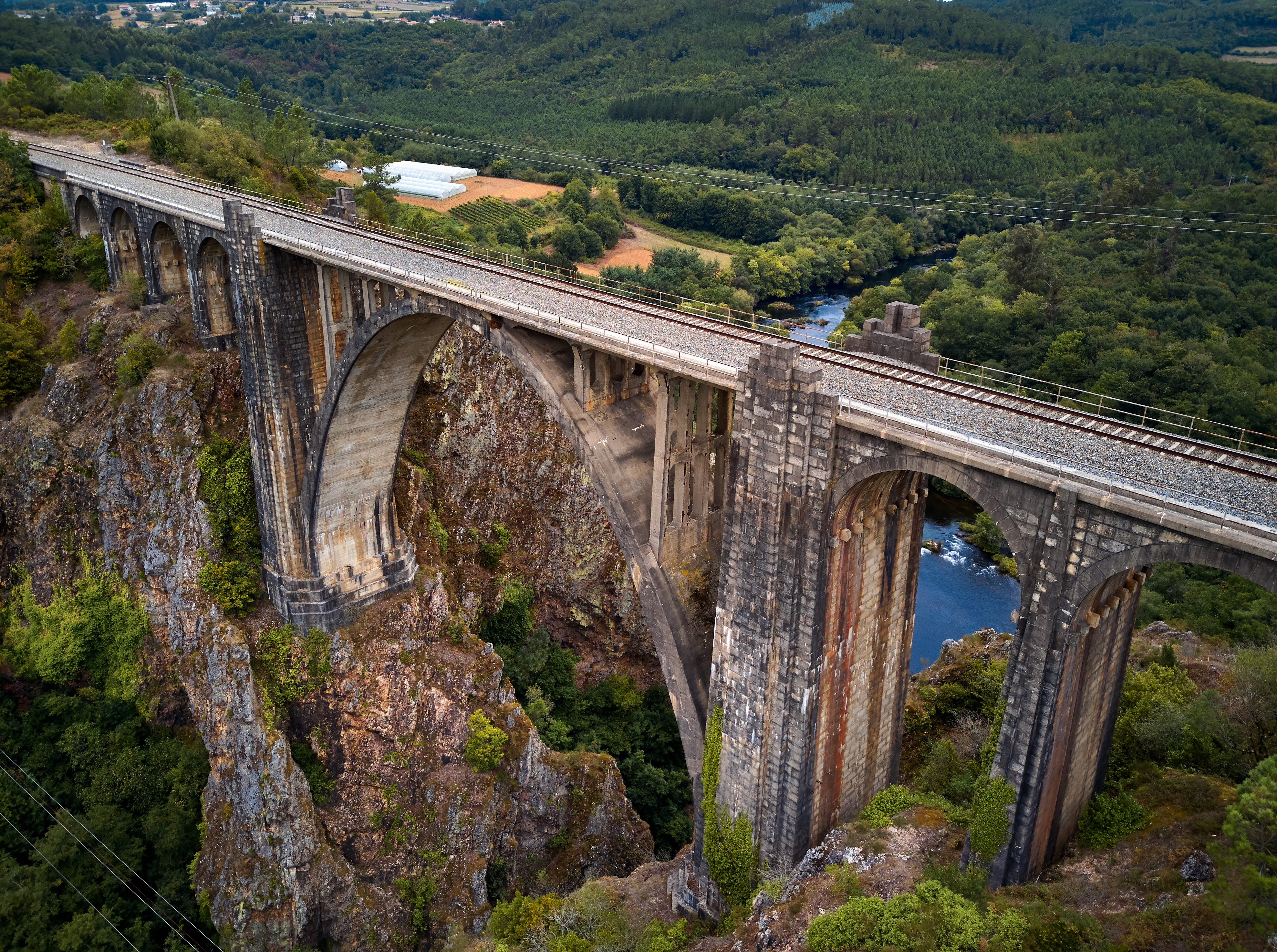
Puente de Gundián

Su constructor fue Ricardo Barredo de Valenuela, ingeniero de prestigio internacional y hombre ligado a la figura de Eduardo Torroja. Abandonado el proyecto durante la guerra civil, a su término el ingeniero jefe de los FF.CC. del NO emitió su dictamen favorable para la construcción del puente, aprobando un presupuesto de 1.037.035 pesetas para levantar el puente.
El puente tardó en construirse 12 años, de 1945 a 1956, aunque entre 1949 y 1951 las obras estuvieron paradas porque los obreros fueron destinados a otros puntos de la línea donde la obra iba más retrasada.
Se trabajó a destajo, sin festivos ni paros, en dos turnos, de 4 a 14 horas y de 14 a 22 horas y, en ocasiones, con la ayuda de farolas; en algunos momentos llegó a intervenir un tercer turno.
En 1945 se inició la construcción del túnel; primero se niveló el terreno y posteriormente se inició el entramado de hierro hasta completar el arco central. Soldadores especializados iban construyendo piezas de dos o tres metros, que posteriormente servían para hacer el encofrado, desde andamios colgantes, lo que era una labor muy difícil y peligrosa, ya que, con las escasas medidas de seguridad de la época, estaban colgados a más de 80 m del suelo. En mayo de 1955 se colocó la cimbra metálica del arco central y, un año después, quedaron unidos los dos lados del viaducto, que sería inaugurado en septiembre de 1958.

### El nuevo puente

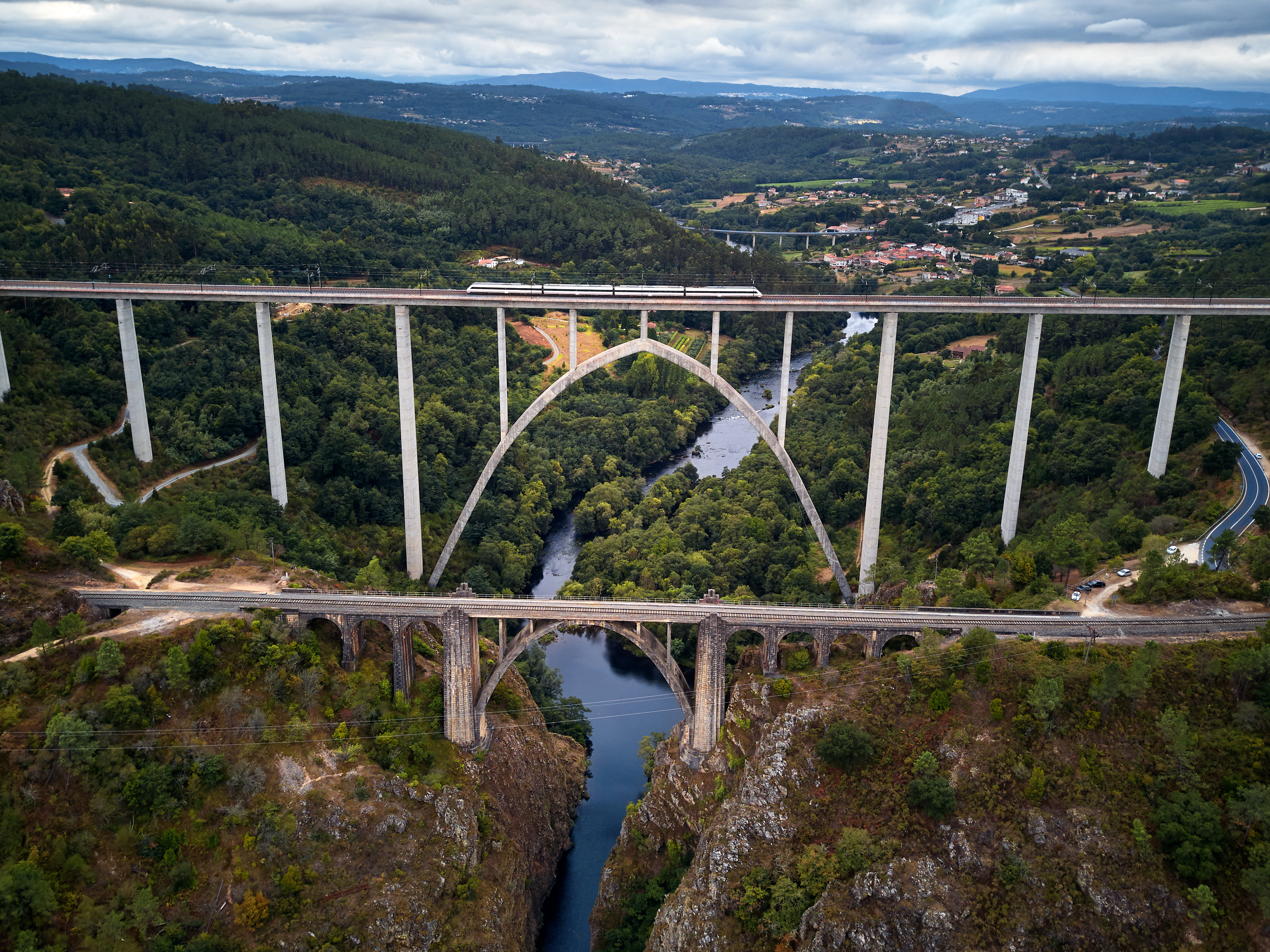
Vista elevada de los dos puentes

El ministerio de Fomento, a través de la entidad Adif, comenzó la ejecución de un nuevo viaducto del Ulla, una de las construcciones incluidas en el subtramo Silleda (Dornelas)-Vedra-Boqueijón, del eje Orense-Santiago de Compostela del Corredor norte-noroeste de alta velocidad, que forma parte de la L.A.V. Olmedo - Zamora - Galicia.
El nuevo puente, que arranca a tan solo 130 m del puente de Gundián, se construyó en el año 2008. Se trata de una estructura singular de más de 1 km de longitud, que está considerada de interés arquitectónico en España. La singularidad de esta obra y la complejidad y originalidad de su construcción, hizo que el Colegio de Ingenieros de Caminos, Canales y Puertos de Galicia le otorgase en 2011 el Premio San Telmo, con el que este colectivo distingue la obra civil más representativa en Galicia realizada durante el año anterior al de su convocatoria.

## Valores paisajísticos y deportivos

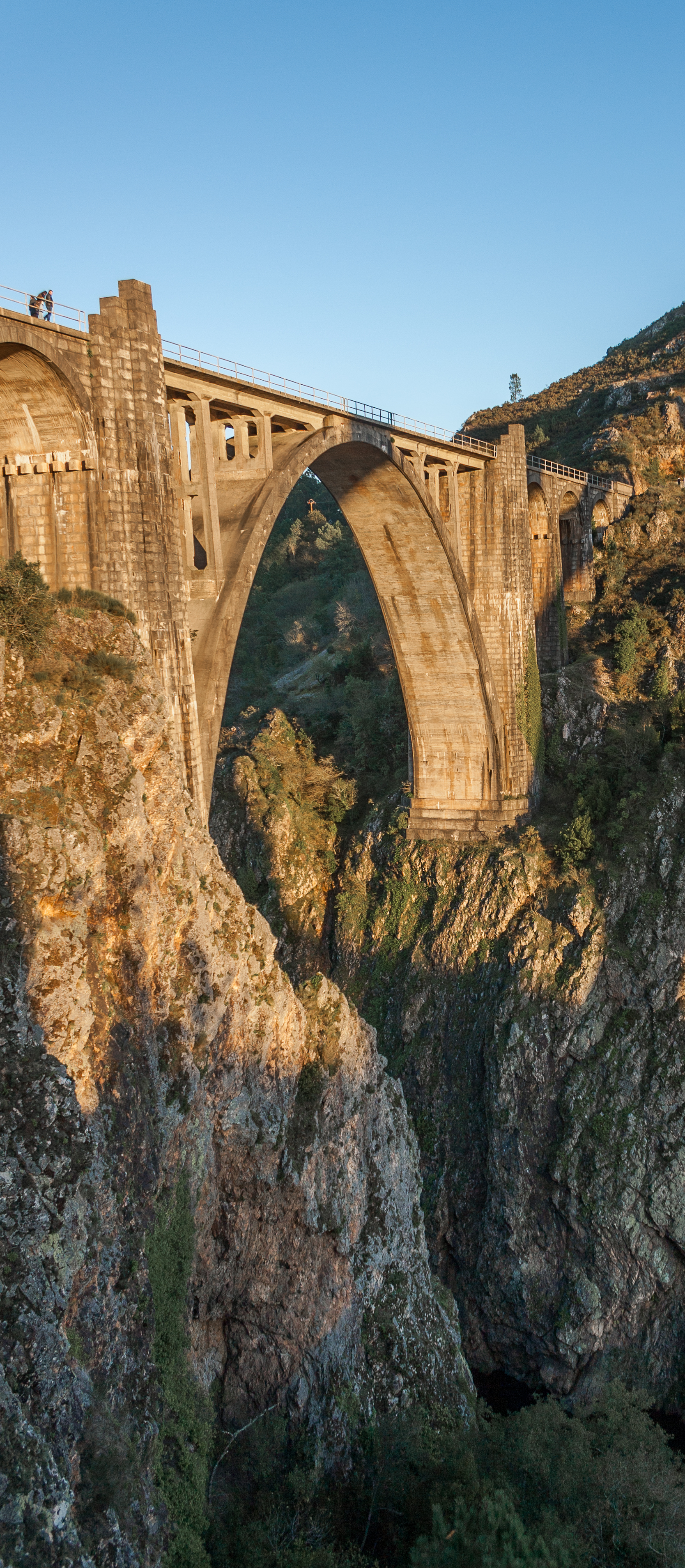
Puente de Gundián.

Su elegante estética, y su situación, convierten este viaducto en un referente de la comarca, y en centro de atención permanente de fotógrafos y senderistas.
Para los senderistas, habituales en la zona, el viaducto es un atractivo más en este paraje de gran belleza, en una naturaleza poco explotada, con un desfiladero de cuarcitas. Desde el mirador de Gundián, al lado del puente, comienza una ruta de senderismo que va paralela al río Ulla, de unos 15 km, en el curso de la cual existen varias áreas recreativas y un molino restaurado.